# Víctor Hugo Monzón
Víctor Hugo Monzón Pérez est un footballeur guatémaltèque puis entraîneur, né le 12 novembre 1957.

## Biographie
International guatémaltèque de 1979 à 1992, il remporte la médaille d'argent lors des Jeux panaméricains 1983. 
Il participe ensuite aux Jeux olympiques de 1988. Lors du tournoi olympique, il joue trois matchs et le Guatemala est éliminé au premier tour. 
Il dispute également 15 matchs comptant pour les tours préliminaires des coupes du monde, lors des éditions 1986, 1990 et 1994. 
Il est le sélectionneur du Guatemala en 2013, dirigeant l'équipe lors de 4 matchs (1 match nul et 3 défaites).

## Palmarès
- Champion du Guatemala en 1978, 1984, 1986 et 1993 avec l'Aurora FC, et en 1994 avec le CSD Municipal
- Vainqueur de la Copa Interclubes UNCAF en 1979 avec l'Aurora FC
- Finaliste de la Copa Interclubes UNCAF en 1983 avec l'Aurora FC